# 圣尼古拉迪泰特尔
圣尼古拉迪泰特尔（法語：Saint-Nicolas-du-Tertre，法語發音：[sɛ̃ nikɔla dy tɛʁtʁ]）是法国莫尔比昂省的一个市镇，位于该省东部，属于瓦讷区。

## 地理
圣尼古拉迪泰特尔（47°48'11"N, 2°13'18"W）面积12.93 平方千米，位于法国布列塔尼大區莫尔比昂省，该省份为法国西北部沿海省份，位于布列塔尼半岛南部，北起阿摩尔滨海省、西接菲尼斯泰尔省，南濒大西洋，东南接大西洋卢瓦尔省，东临伊勒-维莱讷省。
与圣尼古拉迪泰特尔接壤的市镇（或旧市镇、城区）包括：特雷阿勒、莱富日雷、乌斯特河畔圣马丹、吕菲亚克、卡朗图瓦尔、拉加西伊。

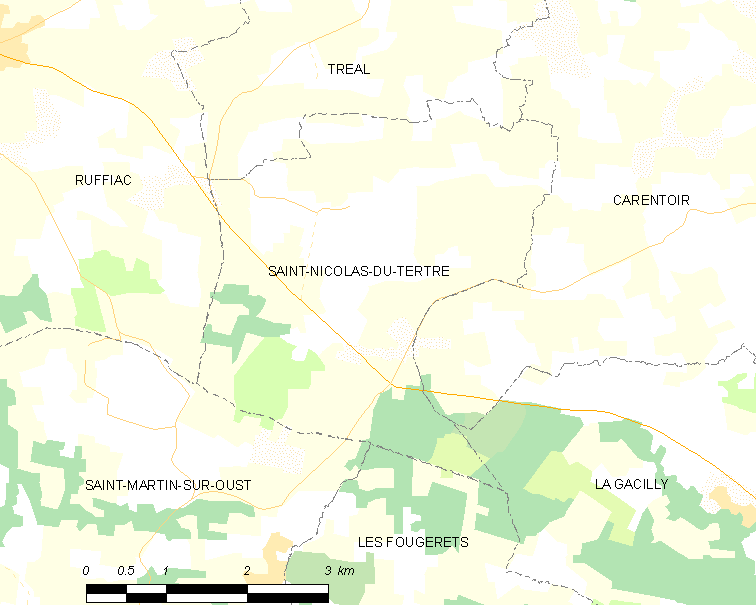
圣尼古拉迪泰特尔的OSM定位图

圣尼古拉迪泰特尔的时区为UTC+01:00、UTC+02:00（夏令时）。

## 行政
圣尼古拉迪泰特尔的邮政编码为56910，INSEE市镇编码为56230。

## 政治
圣尼古拉迪泰特尔所属的省级选区为莫雷阿克县。

## 人口

1962-2008年间圣尼古拉迪泰特尔人口变化图示

圣尼古拉迪泰特尔于2022年1月1日时的人口数量为455人。